# 長井郵便局 (山形県)
長井郵便局（ながいゆうびんきょく）は山形県長井市にある郵便局。民営化前の分類では集配普通郵便局であった。

## 概要
住所：〒993-8799 山形県長井市ままの上6-8

## 沿革
- 1872年（明治5年）旧8月 - 小出（こいで）郵便取扱所として開設[1]。
- 1875年（明治8年）1月1日 - 小出郵便局（五等）となる。同年、為替取扱を開始。
- 1881年（明治14年） - 貯金取扱を開始。
- 1889年（明治22年）4月1日 - 小出郵便電信局となる。
- 1896年（明治29年）4月1日 - 長井郵便電信局に改称。
- 1903年（明治36年）4月1日 - 通信官署官制の施行に伴い長井郵便局となる。
- 1950年（昭和25年）4月16日 - 特定郵便局から普通郵便局に局種別改定[2]。同日、電気通信業務の取扱を、新設の長井電報電話局に移管[3]。
- 1957年（昭和32年）7月1日 - 電話通話および和文電報受付事務の取扱を開始。
- 1962年（昭和37年）
  - 9月21日 - 新庁舎落成式挙行[4]。
  - 10月1日 - 長井市小出本町から同市宮に移転するとともに、電話通話および和文電報受付業務を廃止。
- 1982年（昭和57年）3月1日 - 羽前西根郵便局から集配業務を移管。
- 1990年（平成2年）12月3日 - 長井市栄町から同市ままの上に移転。
- 1991年（平成3年）10月28日 - 豊田郵便局から集配業務の一部[5]を移管。
- 1999年（平成11年） - 外国通貨の両替および旅行小切手の売買に関する業務取扱を開始。
- 2007年（平成19年）10月1日 - 民営化に伴い、併設された郵便事業長井支店に一部業務を移管。
- 2012年（平成24年）10月1日 - 日本郵便株式会社発足に伴い、郵便事業長井支店を長井郵便局に統合。

## 取扱内容
- 郵便、印紙、ゆうパック、内容証明
- 貯金、為替、振替、振込、国際送金、国債、投資信託
- 生命保険、バイク自賠責保険、自動車保険
- ゆうちょ銀行ATM
- 長井市内の集配業務
- ゆうゆう窓口

## 周辺
- 長井市役所
- 長井市立長井小学校
- 国道287号
- 最上川

## アクセス
- 山形鉄道フラワー長井線 長井駅から徒歩約9分
- 山交バス 長井市役所前停留所、もしくは長井市営バス 市役所前停留所下車
- 駐車場あり：20台